# Alene i Verden
Alene i Verden er en dansk stum romantisk dramafilm fra 1908 produceret af Nordisk Films Kompagni og instrueret af Viggo Larsen.

## Handling
En lille blind pige bliver som spæd af sin fornemme mor sat ud ved et fattig bondehus på landet. Her vokser hun op med bondekonen og bondekonens datter, og de to betragter hinanden som søstre. Da de to piger er 18-20 år dør bondekonen, og de to søstre drager mod hovedstaden for at tjene til livets ophold dér. For den smukke og raske Nanine ser det ud til at være nemt, men for den blinde Anette er det mere besværligt. De to ender hos en samvittighedsløs pensionatværtinde, der under påskud af at ville skaffe dem arbejde sætter dem i forbindelse med en velhavende levemand. Nanine følger uden skrupler med ham, men bliver forbavset, da han fører hende ind i t elegant værels, hvor andre levemænd spiller kort. Af den måde hun modtages på af mændene, ser Nanine straks, hvilken skæbne, der er tiltænkt hende, såfremt hun ikke slipper bort i tide. 
Til Nanines held er der i selskabet en ung mand, der harmes over den grove behandling den uskyldige pige udsættes for, og han tager hende i forsvar. Det ender i en duel, der udkæmpes på stedet. Den kække unge mand, Vikomten de Beryl, sårer sin modstander og fører Anine bort. Vikomte er stærkt berørt af Nanines skønhed og uberørthed og han tager hende med hjem og beder sin mor om at tage hende under hendes beskyttelse. Da Vikomtes mor hører Nanines historie indser hun, at Anette er hendes egen datter, som hun i sin ungdom satte ud i fortvivlelse. Hun betror sig til sin søn og beder ham om at hente Anette. 
Vikomte må imildertid lede længe, idet pensionatværtinden har jaget Anette bort, da hun indså, at hun ikke kunne tjene penge på hende. Nogle banditter finder Anette på gaden, og tvinger hende til at tigge ved en kirkedør. Her ser Vikomten ved et tilfælde hende en dag, hvor en væmmelig kælling henter hende hjem og rusker hende, fordi hun ingen penge har fået. Vikomete følger efter hende og kommer lige tids nok til at hindre en af Anettes plageånder i at myrde den eneste, der tager Anette i forsvar. Vikomte tager Anette med hjem, og der er glæde i hjemmet, hvor moder og datter har hinanden igen og Vikomte har glæde ved at have fået en søster og en brud.

## Medvirkende
- Viggo Larsen
- Holger Rasmussen
- Lauritz Olsen
- Gustav Lund